# Óscar Álvarez Orellana
Óscar Álvarez Orellana (ur. 7 września 1962 w Villa El Rosario) – salwadorski duchowny katolicki, biskup pomocniczy San Salvadoru od 2024.

## Życiorys

### Prezbiterat
Święcenia kapłańskie przyjął 6 stycznia 1988 i został inkardynowany do archidiecezji San Salvador. Przez wiele lat pracował jako duszpasterz parafialny, był także m.in. wychowawcą i wykładowcą w archidiecezjalnym seminarium (1988–1993) oraz wykładowcą seminarium w Santa Ana (2003–2018). W 2019 został mianowany rektorem stołecznego klerykatu.

### Episkopat
16 grudnia 2023 papież Franciszek mianował go biskupem pomocniczym archidiecezji San Salvador oraz biskupem tytularnym Pudentiana. Sakry udzielił mu 13 stycznia 2024 arcybiskup José Luis Escobar Alas.